# Elin Eldebrink
Pour les articles homonymes, voir Eldebrink.
Elin Eldebrink (née le 4 janvier 1988 à Östertälje, Suède), est une joueuse suédoise de basket-ball mesurant 1,74 m.

## Biographie
Elle est la fille de l’ancien lanceur de poids Kenth Eldebrink, médaillé de bronze aux Jeux olympiques de Los Angeles en 1984, et la nièce du joueur de hockey sur glace Anders Eldebrink, médaillé de bronze aux Jeux olympiques de Calgary en 1988. Elle a une sœur jumelle, Frida Eldebrink, également basketteuse professionnelle.
En 2010, elle signe pour Charleville en LFB, mais elle annule son engagement et est remplacée par Ekaterina Dimitrova.
Après un championnat d'Europe 2013 réussi (9,8 points, 4,4 rebonds et 4,1 passes décisives de moyenne dont 17 points et passes décisives contre la France), elle signe à l'été 2013 pour le club français de Villeneuve-d'Ascq. Bien que sa saison et celle de son club soient réussies (9,6 points, 4,0 rebonds, 3,6  passes décisives et 2.9 balles perdues en championnat et 11,9 points, 4,3 rebonds, 3,5 passes décisives et 2,4 balles perdues en Eurocoupe), elle décline sa seconde année de contrat en option avec l'ESBVA et rejoint le club russe de Tchevakata Vologda qui lui offre de meilleures conditions salariales.
Après une saison à Salamanque (9,8 points et 2,8 passes en Euroligue) en 2018-2019, l'arrière de 31 ans signe à Bourges pour la saison 2019-2020.

## Club
| Saisons   | Équipe                         | Pays     |
| 2006-2008 | Telge En. Södertälje           | Suède    |
| 2008      | Tarbes GB (pigiste)            | France   |
| 2008-2009 | Estudiantes Madrid             | Espagne  |
| 2009-2010 | Rivas Ecópolis Madrid          | Espagne  |
| 2010-2011 | Telge Energi Södertälje        | Suède    |
| 2011-2012 | USK Prague                     | Tchéquie |
| 2012-2013 | CUS Cagliari Pallacanestro     | Italie   |
| 2013-2014 | ESB Villeneuve-d’Ascq LM       | France   |
| 2014-2015 | Tchevakata Vologda             | Russie   |
| 2015-2015 | Castors Braine                 | Belgique |
| 2015-2016 | Orduspor                       | Turquie  |
| 2016-2018 | Université du Proche-Orient    | Turquie  |
| 2018-2019 | Perfumerias Avenida Salamanque | Espagne  |
| 2019-2022 | Tango Bourges Basket           | France   |
| 2022-2023 | Södertälje BBK                 | Suède    |

## Palmarès

### En club
- Championne de France : 2021-22[6]
- Vainqueur de l'Eurocoupe : 2021-22[7]

### En sélection
- Championnat d’Europe
  - Vainqueur de la Division B du championnat du monde des 21 ans et moins 2008

- Championnat du monde
  -  Vice-championne du monde au championnat du monde des 19 ans et moins 2007 en Slovaquie